# 反交換律
在数学中，反交换律（英語：anticommutative property）是某些运算的特定属性。在满足反交换律的运算中，将前后两个参数交换位置，则会产生与交换前相反的结果。
例如，减法运算是一个满足反交换律的运算，因为它满足 {\displaystyle -(a-b)=b-a}，例如 {\displaystyle 2-10=-(10-2)=-8}。
李代数也是一个满足反交换律的例子。

## 定义
在数学中，反交换律的定义如下：
令 {\displaystyle S} 是一个加法群, “*” 是定义在 {\displaystyle S} 上的二元运算。
如果“*”满足以下条件：对于任意的 {\displaystyle s_{1},s_{2}\in S}，有 {\displaystyle s_{1}*s_{2}=-s_{2}*s_{1}}，那么，我们说二元运算“*”满足反交换律。

## 例子
满足反交换律的数学运算举例如下：
- 減法
- 外積
- 李代數